# Sterrebos (Holtum)
Het Sterrebos is een bos ten oosten van Holtum in de Nederlandse provincie Limburg. Aan de grens van het Sterrebos ligt een recenter, in rijen aangeplant populierenbos.
Het Sterrebos is ontstaan in de 18e eeuw als hakhoutbos voor de buitenplaats Wolfrath. Eigenaar Philips Bentinck vormde dit om tot een sterrenbos voor gebruik als jachtwarande.
Het Sterrebos is onderdeel van een monumentaal complex, dat bestaat uit een kasteel, parkaanleg, poortgebouw en bruggen. Bij de aanwijzing tot rijksmonument was de aanwezigheid van dit hakhoutbos met zichtlaan een van de elementen bij de bepaling van de monumentale waarde.

## Bezetting en kap
De buitenplaats en het sterren- en populierenbos zijn in het bezit van VDL NedCar. In 2021 werd er een strijd gevoerd over de plannen om ruim 160 bomen te kappen voor uitbreiding van het bedrijf. Omdat de bomenkap van dit deel van het complex volgens de Raad van State onomkeerbare gevolgen voor de natuur heeft, werd de kap in een spoedprocedure opgeschort tot uitspraak is gedaan in de bodemprocedure. Die uitspraak werd uiterlijk 23 februari 2022 verwacht.
Een deel van het populierenbos en Sterrebos werd op 28 januari 2022 bezet door actievoerders en op 8 februari ontruimd door de politie en de Mobiele Eenheid. Met de actievoerders is afgesproken dat VDL Nedcar 55 bomen uit het Sterrebos, met een stamdiameter van minimaal 40 centimeter, zal herplanten in een naastgelegen natuurgebied. Hierop trokken de actievoerders hun bezwaarprocedures bij de Raad van State in. Met de kap van bomen is direct na de ontruiming begonnen.